# Jim Hines
James Ray Hines, detto Jim (Dumas, 10 settembre 1946 – Hayward, 3 giugno 2023), è stato un velocista e giocatore di football americano statunitense, vincitore di due medaglie d'oro olimpiche a Città del Messico 1968 nei 100 metri piani e nella staffetta 4×100 metri.
È stato il primo atleta riconosciuto a correre i 100 metri piani in meno di 10 secondi.

## Biografia
Nato in Arkansas, crebbe in California dove si diplomò alla McClymonds High School di Oakland nel 1964. Inizialmente praticò il baseball, ma fu notato da un allenatore di atletica per le sue non comuni doti di sprinter e quindi si dedicò con successo alle gare di corsa veloce.
Nel 1968, vincendo i campionati nazionali statunitensi di Sacramento, Hines divenne il primo uomo ad abbattere la barriera dei 10 secondi sui 100 metri piani insieme a Charles Greene e Ronnie Ray Smith, giunti rispettivamente secondo e terzo. Tutti e tre furono accreditati del tempo di 9"9 (cronometraggio manuale), nuovo record mondiale.
Pochi mesi dopo, ai Giochi olimpici di Città del Messico, Hines vinse la medaglia d'oro sui 100 m con il tempo ufficiale (cronometraggio elettronico) di 9"95. 
Si trattò della prima finale nella storia delle Olimpiadi corsa esclusivamente da atleti neri. Hines vinse anche la medaglia d'oro come ultimo frazionista della staffetta 4×100 m, stabilendo anche in questa occasione il nuovo record mondiale.
Dopo questi successi Hines fu ingaggiato dalla squadra di football americano dei Miami Dolphins, ma non giocò neanche una partita.
Il record di 9"95 stabilito da Hines a Città del Messico rimase imbattuto per 15 anni, fino al 1983, quando Calvin Smith, a Colorado Springs, corse i 100 m piani in 9"93.

## Palmarès
| Anno | Manifestazione  | Sede              | Evento      | Risultato | Prestazione | Note            |
| ---- | --------------- | ----------------- | ----------- | --------- | ----------- | --------------- |
| 1968 | Giochi olimpici | Città del Messico | 100 m piani | Oro       | 9"9         | Record mondiale |
| 1968 | Giochi olimpici | Città del Messico | 4×100 m     | Oro       | 38"2        | Record mondiale |